# Lambeosaurini
Lambeosaurini byli obvykle velcí, vývojově vyspělí kachnozobí dinosauři, dříve známí jako korytosaurini. Jejich fosilní pozůstatky jsou v současnosti známé pouze ze Severní Ameriky a Asie. Dnes řadíme do této skupiny rody Corythosaurus (Kanada), Hypacrosaurus (Kanada a Montana v USA), Lambeosaurus (Kanada), Magnapaulia (Mexiko), Nipponosaurus (Rusko), Olorotitan (Rusko), Sahaliyania (Čína), a Velafrons (Mexiko). Mohl sem však spadat také rod Angulomastacator (Texas) a Amurosaurus (Rusko).

## Zástupci skupiny
- Amurosaurus
- Arenysaurus?
- Blasisaurus?
- Corythosaurus
- Hypacrosaurus
- Lambeosaurus
- Magnapaulia
- Nipponosaurus?
- Olorotitan
- Sahaliyania
- Velafrons